# Bürchen VS
| VS ist das Kürzel für den Kanton Wallis in der Schweiz. Es wird verwendet, um Verwechslungen mit anderen Einträgen des Namens Bürchen zu vermeiden. |

Bürchen (walliserdeutsch: Birchu) ist eine Munizipalgemeinde und eine Burgergemeinde im Bezirk Westlich Raron sowie eine Pfarrgemeinde des Dekanats Raron im deutschsprachigen Teil des Schweizer Kantons Wallis.

## Geographie
Bürchen liegt auf einem nach Westen gerichteten Plateau oberhalb von Visp beziehungsweise Raron. Die Ortsgrenze erstreckt sich dabei von Turtig im Talgrund auf 640 m ü. M. bis zum Violengrat auf 2810 m ü. M. Im Osten und Süden grenzen die Gemeinden Visp, Zeneggen und Törbel an, im Norden und Westen sind es Raron und Unterbäch. Die Gemeindefläche beträgt 13,41 km², wobei lediglich 5,4 % als Siedlungsfläche genutzt werden. 55,3 % sind bewaldet und 25,7 % werden landwirtschaftlich genutzt.
Das Ortsbild von Bürchen ist durch seinen typischen Streusiedlungscharakter mit vielen einzelnen Weilern geprägt.
Zu Bürchen gehört ein Wintersportgebiet, welches mit demjenigen der Gemeinde Törbel verbunden ist.

## Bevölkerung
| Bevölkerungsentwicklung | Bevölkerungsentwicklung | Bevölkerungsentwicklung | Bevölkerungsentwicklung | Bevölkerungsentwicklung | Bevölkerungsentwicklung | Bevölkerungsentwicklung | Bevölkerungsentwicklung | Bevölkerungsentwicklung | Bevölkerungsentwicklung |
| ----------------------- | ----------------------- | ----------------------- | ----------------------- | ----------------------- | ----------------------- | ----------------------- | ----------------------- | ----------------------- | ----------------------- |
| Jahr                    | 1798                    | 1850                    | 1900                    | 1950                    | 2000                    | 2010                    | 2012                    | 2014                    | 2016                    |
| Einwohner               | 302                     | 332                     | 478                     | 521                     | 672                     | 728                     | 724                     | 758                     | 728                     |

## Sehenswürdigkeiten

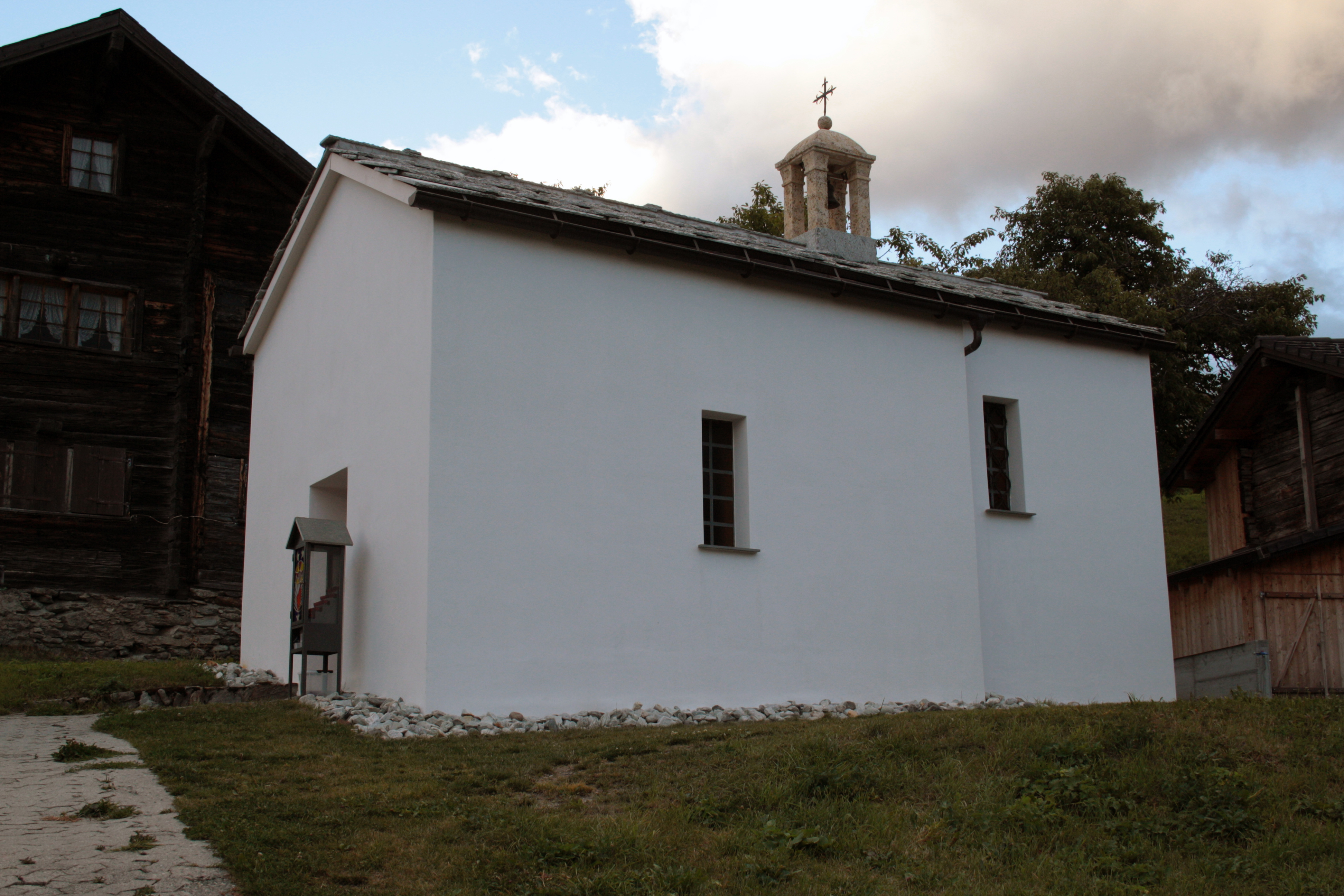
Muttergotteskapelle
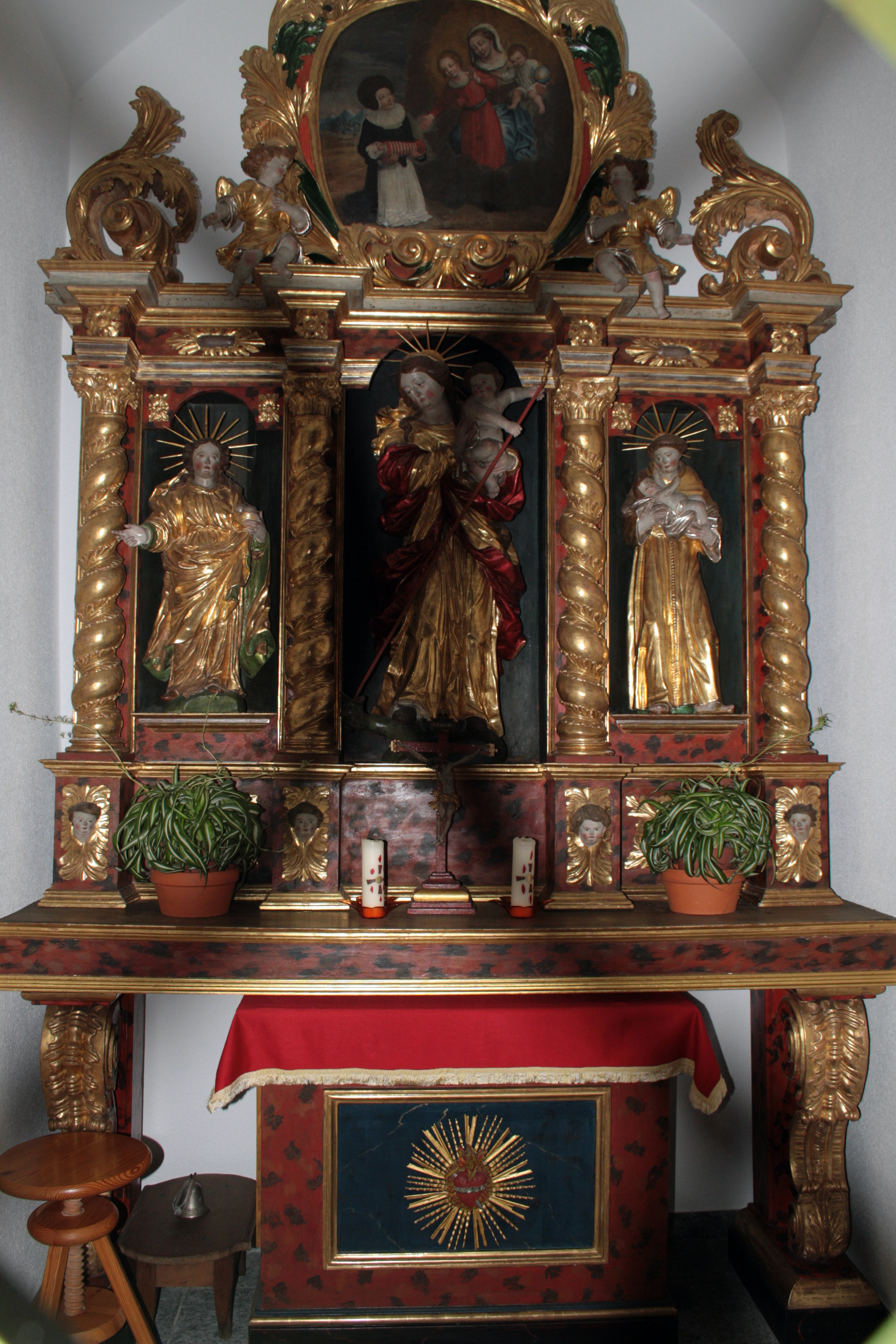
Muttergotteskapelle: Altar